# Parco della scultura in architettura
Il parco della Scultura in Architettura è un parco della città di San Donà di Piave noto a livello internazionale a studiosi ed appassionati di arte e architettura.
La peculiarità dell'area verde è quella di accogliere installazioni e sculture di artisti, architetti e designers, tra i quali Bruno Munari, Aldo Rossi, Toni Follina, Alessandro Mendini, Riccardo Dalisi, Gabriele Basilico, Sol LeWitt, Riccardo Licata, Mauro Staccioli, Alberto Campo Baeza, Marco Ferreri, Davide Mosconi, Ettore Sottsass, AG Fronzoni ed Emilio Tadini.
Il parco è liberamente visitabile tutto l'anno e nel periodo estivo ospita manifestazioni ed eventi culturali (readings letterari, cineforum, festival di musica acustica).
Nell'area adiacente al parco è presente un edificio progettato dall'architetto Álvaro Siza.

## Opere
- Bruno Munari, Una scultura per gioco, 1992, acciaio Corten con basamento in calcestruzzo; cm 180x800x660.[3]

(Bruno Munari)
- Bruno Munari, Passaggio a nord-ovest?, 1995, acciaio smaltato; altezza cm 300.[3]

(Bruno Munari)
- Alessandro Mendini, Monumentino triplo, 1994, acciaio smaltato, basamento diametro cm 1,30; altezza cm 11.[3]
- Alberto Campo Baeza, La porta dei fiori, 1997, calcestruzzo dipinto di bianco e gelsomini; cm 600x600x600.[3]
- Toni Follina, Varco, 1999, acciaio e legno; diametro cm 600, altezza cm 400.[3]
- Riccardo Dalisi, L'uomo ed il suo Angelo, 2000, acciaio Corten, ottone e rame; figura uomo cm 200x300x90, figura angelo cm 240x160x140.[3]
- Aldo Rossi, La Casa Abbandonata, 2001, mattoni a faccia vista e legno; cm 550x1000x780.[3]
- Sol LeWitt, Wall 2002, 2002, blocchi in cemento colore ardesia; cm 60x2000x500.[3]
- Riccardo Licata, Otto Totem, 2002, acciaio smaltato; cm 40x90x300.
- Mauro Staccioli, Scultura 98, 2003, acciaio Corten, cm 1200x300x30.[3]
- AG Fronzoni, L'infinito è un quadrato senza angoli, 2003, acciaio inox spazzolato; cm 600x600x25.
- Emilio Tadini, L'uomo e la Luna.[3]
- Ettore Sottsass, Interno notturno, 2007.
- Marco Ferreri e Davide Mosconi, Foglio al vento.
- Matteo Bandiera e Alessandro Tessari, Padiglione Farola, 2008.[3]

Nella galleria coperta adiacente al parco sono esposte le seguenti opere:
- Bruno Munari, Fili Pesi quadrato, 1998, acciaio inox; cm 85x85x450.
- Bruno Munari, Fili Pesi triangolo, 1998, acciaio inox; cm 100x100x450.
- Riccardo Dalisi, Il rumore del tempo, 2002, ottone e rame.
- Sol LeWitt, Rainbow.[3]

## Galleria d'immagini

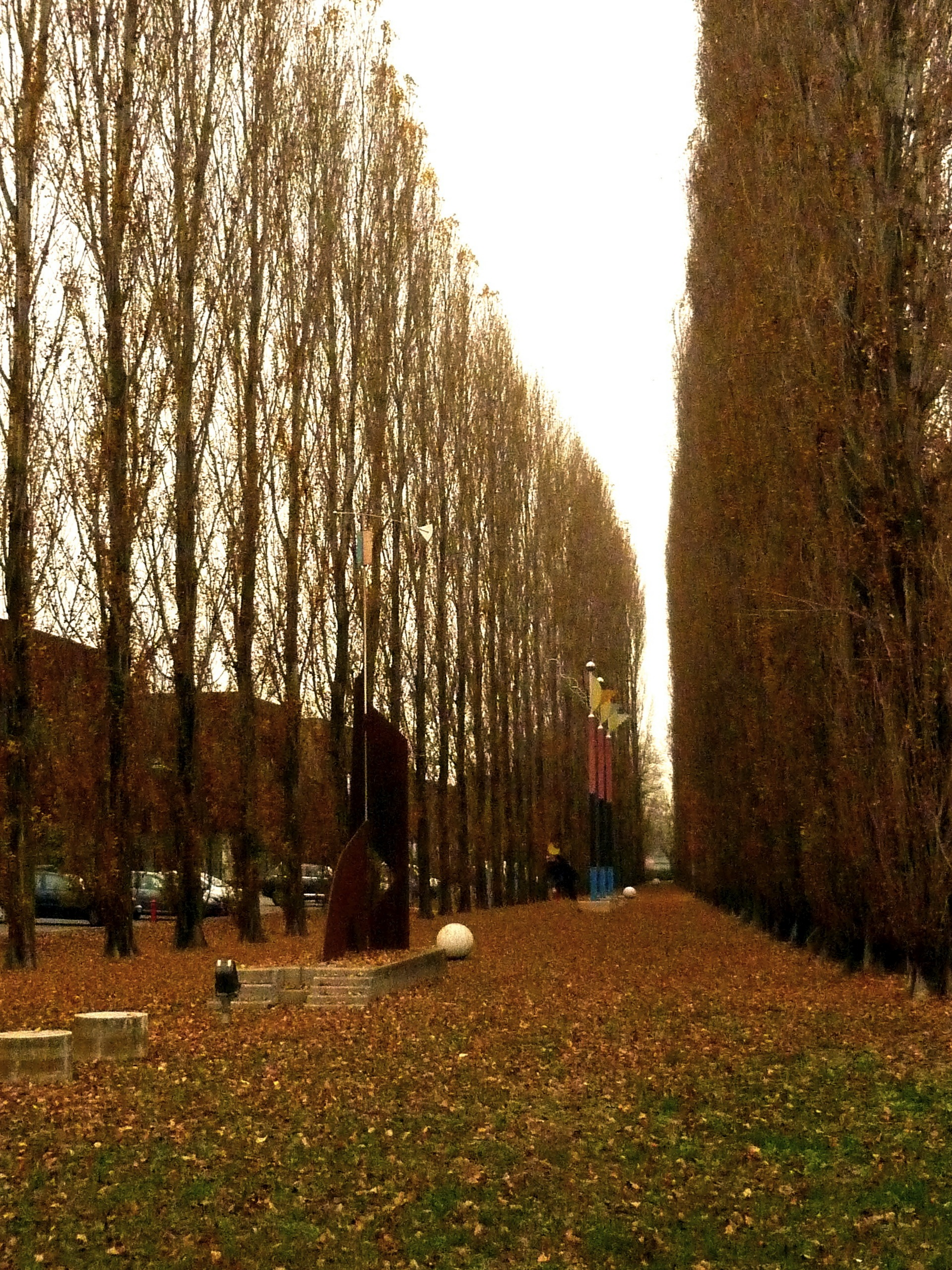
Veduta del parco: tra due filari di pioppi le opere di Bruno Munari e Alessandro Mendini
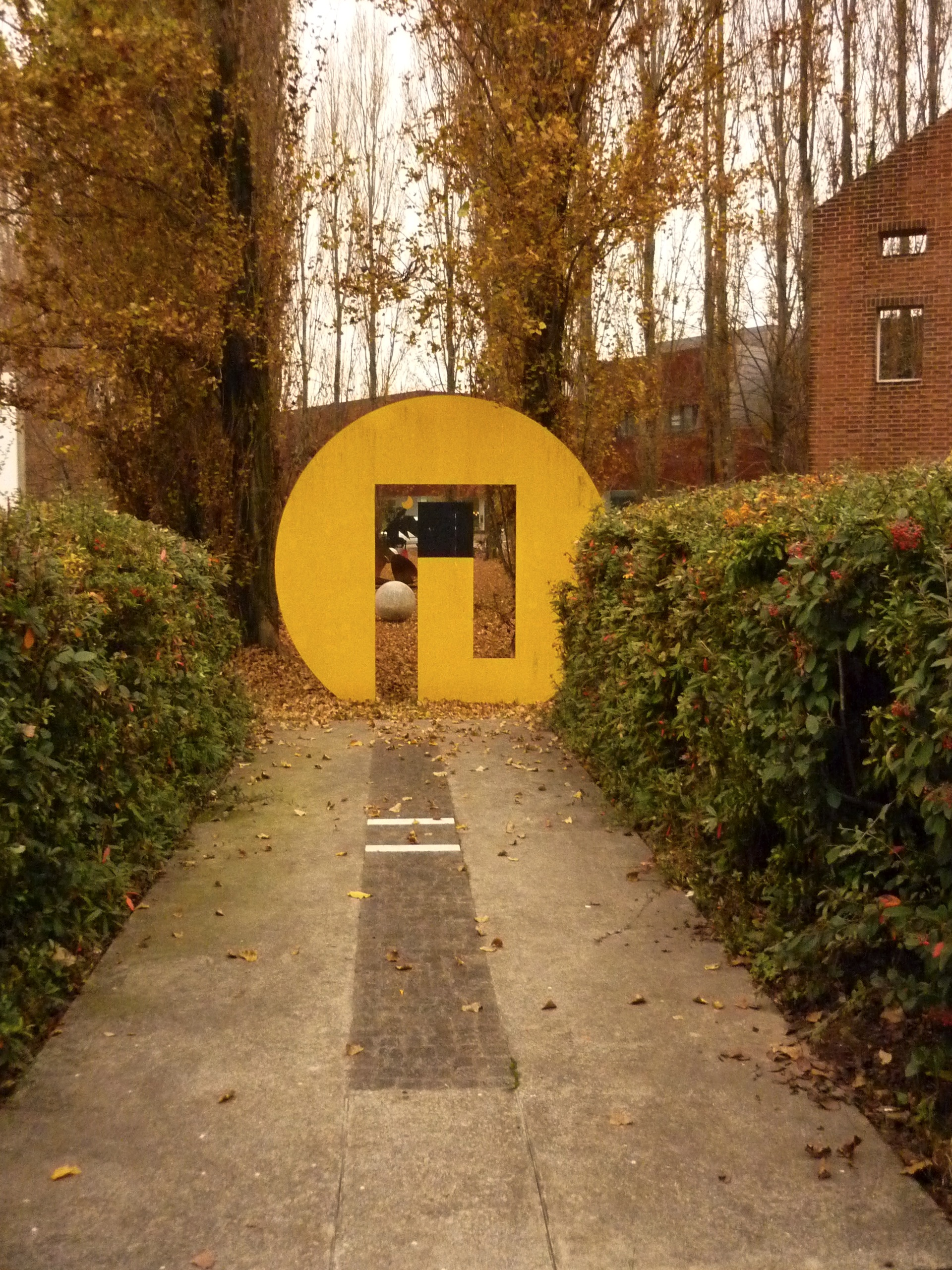
Bruno Munari - Passaggio a Nord-Ovest?
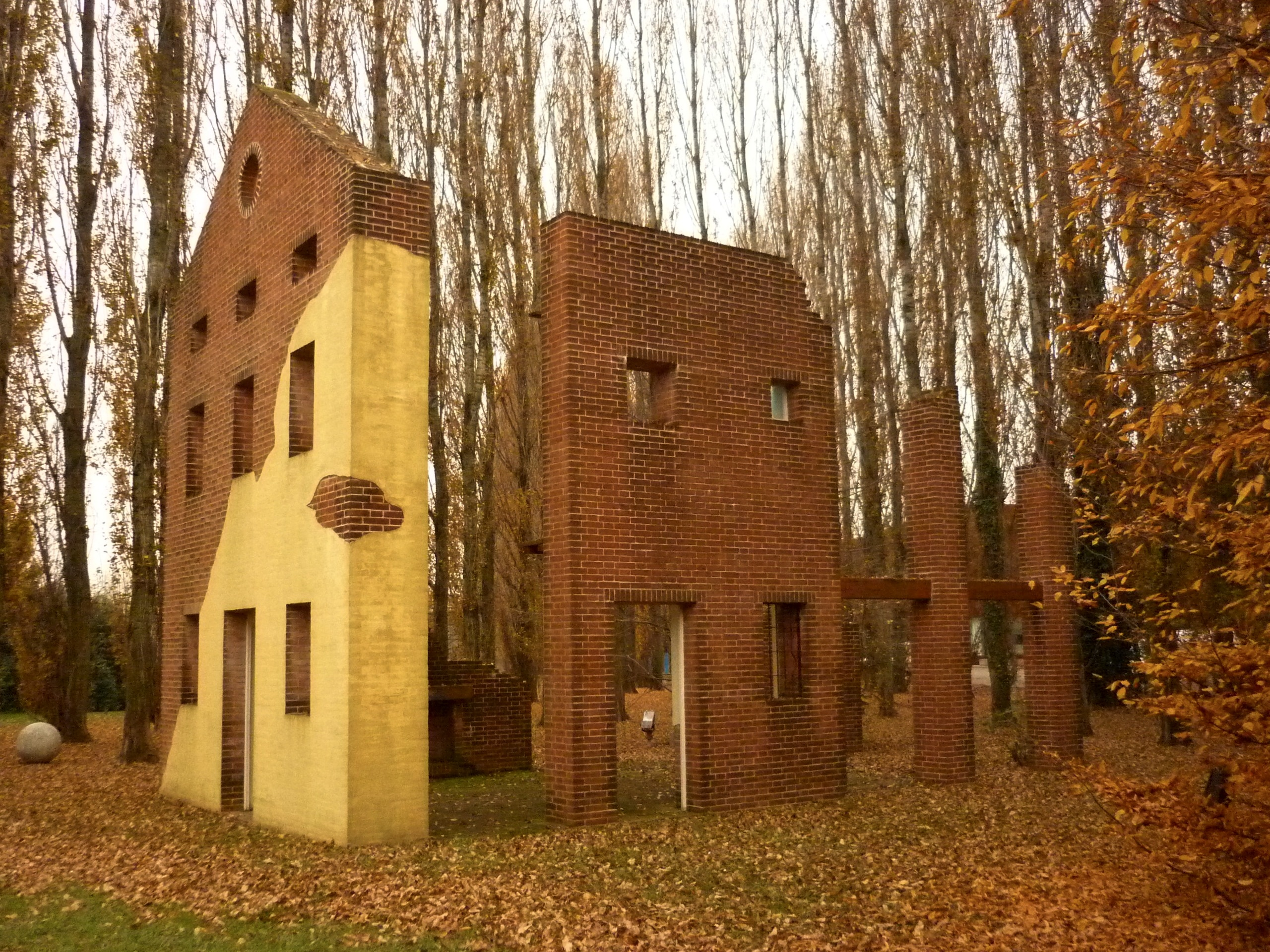
Aldo Rossi - La Casa Abbandonata